# ラドリー・メツガー
ラドリー・メツガー（Radley Metzger, 1929年1月21日 - 2017年5月31日）は、アメリカ合衆国ニューヨーク出身の映画製作者、映画配給者、映画監督。1970年代よりハードコアポルノ映画を監督する時に使い始めた、ヘンリー・パリス（Henry Paris）という変名でも知られている。

## 略歴
メツガーは初期には映画編集者として『Flesh Eaters 』などを手掛けていた。また、『にがい米』のようなヨーロッパの映画の検閲削除も行なっている。また、イングマール・ベルイマン監督の映画の予告編を何本か編集した。
映画監督としては、セクスプロイテーション及びポルノシック（おしゃれポルノ）時代の、洗練された監督として認識されている。彼は、撮影技師ハンス・ユーラーと協力して、ヨーロッパでも何本も映画を撮っている。
メツガーは、1984年に映画界から引退した。
2017年5月31日、88歳で死去。

## 監督作品の一部
- 1967年 - 『カルメン・ベビー』(Carmen, Baby )
- 1968年 - 『女と女』(Therese and Isabelle)
- 1969年 - 『炎』(Camille 2000)
- 1970年 - 『夜行性情欲魔』(The Lickerish Quartet)
- 1973年 - 『Score 』
- 1975年 - 『淫婦ジリアン』(Naked Came the Stranger) （原作：邦題「ジリアン夫人」）
- 1975年 - 『イマージュ』(The Image)
- 1975年 - 『絶頂の日々/マダム３（スリー）エックス』(The Private Afternoons of Pamela Mann)
- 1976年 - 『ミスティ・ベートーベン』(The Opening of Misty Beethoven)
- 1977年 - 『Barbara Broadcast  』
- 1978年 - 『マラスキーノ・チェリー/夢性』(Maraschino Cherry)
- 1979年 - 『遺言シネマ殺人事件』(The Cat and the Canary)
- 1981年 - 『ダブル・ウーマン/色欲妻』(The Tale of Tiffany Lust)

## 受賞
1976年、『ミスティ・ベートーベン』は、AFAA（Adult Film Association of America）の初代監督賞（ヘンリー・パリス名義）、最優秀主演男優賞（ジェイミー・ギリス）を獲得した。2002年、VCAインタラクティブ社は同作のDVD化でAVNベスト・クラシックDVD賞を受賞した。
AVN殿堂・XRCO殿堂双方のメンバーである。

## 文献
- Legs McNeil, Jennifer Osborne: The Other Hollywood: The Uncensored Oral History of the Porn Film Industry. Regan Books, 1. Aufl., 2006. ISBN 978-0060096601